# Carlos Guerrero (comentarista deportivo)
Carlos Luis Guerrero Gallegos (Irapuato Guanajuato.)20 de septiembre de 1979), también conocido por su apodo Warrior, es un narrador deportivo y conductor mexicano, presentador del reality show deportivo Survivor México.

## Trayectoria
Con tan solo 6 años de edad, se mudó a Irapuato, Guanajuato, ciudad en la que cursó hasta la educación media superior. 
También a esa edad comenzó con su afición por CD Guadalajara.
A los 16 años, realizó su primera transmisión en Telecable del centro, espacio que conoció gracias a un concurso del que fue partícipe. Dicha relación laboral terminó al cambiar su residencia a León, Guanajuato donde estudió la Licenciatura en Ciencias de la Comunicación en la Universidad de la Salle Bajío, decisión que le causó tristeza por dejar su trabajo, pero que marcó el inicio de una prometedora carrera. Dos años después ingresó a Radio y Televisión de Guanajuato (actualmente TV4) para conducir noticieros y programas deportivos.
Pasó el tiempo y en 1998 fue invitado para unirse a las filas de TV Azteca Bajío. En el año 2000 se convirtió en corresponsal del programa "Los Protagonistas" junto a José Ramón Fernández. Dos años más tarde, se unió a las filas de TV Azteca México, luego de la Copa del Mundo de Japón y Corea, crecimiento profesional que le dio la oportunidad de entrevistar a importantes personalidades como: Javier Hernández “Chicharito”, Rafael Márquez y Vicente Fox Quesada. Además se integró al equipo llamado "Selección Azteca" al lado de Luis García, Christian Martinoli, Antonio Rosique y Jorge Campos, posteriormente llamado sólo como "Fut Azteca".
Entre algunos de los eventos deportivos en los que se desarrolló como corresponsal podemos mencionar los Juegos Olímpicos Atenas y Beijing, la Copa del Mundo Alemania, Sudáfrica y Brasil, la Eurocopa Portugal, Austria y Suiza y la Copa de Oro Estados Unidos.

## Filmografía

#### Televisión
| Año                     | Programa                            | Empresa televisora                                 | Nota                         |
| ----------------------- | ----------------------------------- | -------------------------------------------------- | ---------------------------- |
| 1996                    | (Concurso)                          | Telecable del centro                               | Participación en un concurso |
| 1998                    | (Noticieros y programas deportivos) | Radio y Televisión de Guanajuato (actualmente TV4) | Conductor                    |
| 2005-2008               | En el área(programa deportivo)      | TV Azteca Bajío                                    | Conductor                    |
| 2000                    | Los Protagonistas                   | TV Azteca México                                   | Corresponsal                 |
| 2013-2016 2019-presente | Marcaje Personal                    | TV Azteca México                                   | Conductor                    |
| 2021-2023               | Survivor México                     | TV Azteca México                                   | Conductor                    |
| 2023                    | DBUT-FC                             | TV Azteca México                                   | Conductor                    |